# Charinus milloti
Charinus milloti es una especie de araña del género Charinus, familia Charinidae. Fue descrita científicamente por Fage en 1939.
Habita en el continente africano. El caparazón del macho descrito por Miranda, Giupponi, Prendini y Scharff en 2021 mide 3,92 mm de largo por 6,32 mm.